# 타마라 패시브 레이더
타마라 패시브 레이더는 체코 국영 텔사(Tesla)사가 개발한 3세대 패시브 레이더이다. 4세대는 베라 패시브 레이더이다.

## 수출
텔사는 모두 23대의 타마라 레이더를 생산했다. KRTP-86 타마라 15대가 생산되었다. KRTP-91 타마라-M 4대는 구소련에 수출되었다. KRTP-86 타마라 1대는 동독에 수출되었다. 동독에 수출된 타마라는 독일 통일 이후엔 독일 연방군에서 2010년까지 사용했다. 1991년 오만을 경유해 미국에 수출되었다는 소식도 있다. 중국은 KRTP-91 타마라-M 완제품을 수입하지는 못했지만, 관련기술을 획득해 YLC-20 패시브 레이더를 개발했다.

## 같이 보기
- 베라 레이더